# Каплинский, Ежи (филолог)
Ежи Бонифаций Эдвард Каплинский (пол. Jerzy Bonifacy Edward Kapliński; 24 сентября 1901, Варшава — ноябрь 1943, Вятлаг, Кировская область) — польско-эстонский филолог.

## Биография
Сын инженера еврейского происхождения Зыгмунта Каплинского и его жены Янины из рода Дзядулевич. Детство провёл в Варшаве и Швейцарии, получив домашнее начальное образование, с 1913 г. учился в школах Варшавы, Москвы и Киева. В 1921—1922 гг. обучался в Ягеллонском университете в Кракове, затем в 1926 г. окончил Варшавский университет.
В 1924—1928 гг. преподавал польский язык и латынь в варшавских школах, затем работал библиотекарем. В 1932 г. защитил диссертацию доктора филологии «Сложные слова в старославянском языке» (пол. Wyrazy złożone w języku starocerkiewnosłowiańskim), после чего начал работать в Варшавском университете как преподаватель польского языка для иностранцев. Благодаря знакомству с преподавателем эстонского языка в университете Виллемом Эрнитсом был утверждён на должность преподавателя польского языка и литературы в Тартуском университете, учреждённую по инициативе польского правительства. В 1933 г. перебрался в Эстонию и приступил к своим обязанностям, выступив в Тарту 19 сентября с докладом о польско-эстонских культурных связях. Уже с 1934—1935 учебного года часть курсов Каплинский преподавал на эстонском языке; одновременно с 1934 г. он по совместительству раз в неделю вёл занятия по польскому языку в высших учебных заведениях Таллина, в том числе в Высшей военной школе.
Помимо академических обязанностей и выступлений с публичными лекциями Каплинский написал ряд предисловий к эстонским переводам польской литературы, в том числе к романам Генрика Сенкевича «Крестоносцы» и «Огнём и мечом», роману Владислава Реймонта «Земля обетованная» и др.
Летом 1939 г. Каплинский отправился в отпуск к родным в Польшу, где его застала Вторая мировая война. Только в январе 1940 г. ему удалось добраться до Эстонии, и к этому времени университет, не имевший о нём сведений, уже заполнил образовавшуюся вакансию. В последующие полтора года Каплинский преподавал в университете отдельные курсы, а также работал учителем русского языка в одной из тартуских школ.
23 июня 1941 года он был арестован НКВД в Тарту и обвинён в том, что находился в Эстонии по заданию польской разведки. Отправлен для отбывания наказания в Кировскую тюрьму, затем в Вятлаг. Умер от истощения в конце 1943 года.

## Личная жизнь
В 1938 г. женился вторым браком на эстонской танцовщице Норе Раудсепп; свидетелем на свадьбе был коллега Каплинского по университету Индро Монтанелли. В 1941 г. у супругов родился сын, будущий поэт Ян Каплинский.